# Palliative Sedierung
Palliative Sedierung ist ein Begriff aus der Medizin, der uneinheitlich definiert ist und kontrovers diskutiert wird. Grundsätzlich handelt es sich um die Gabe stark beruhigender (sedierender) Medikamente bei Sterbenden, um anders nicht zu beherrschende (therapierefraktäre) Symptome wie Angstzustände, Atemnot, delirante Symptome, Schmerz, Übelkeit und Erbrechen wirksam zu behandeln. Da den Leitlinien zufolge eine Beschleunigung des Sterbeprozesses, die als mögliche Komplikation in Kauf genommen wird, nicht intendiert ist, liegt eine klare Abgrenzung zur aktiven Sterbehilfe vor. Viele Mediziner lehnen aus diesem Grund den ebenfalls verwendeten Begriff terminale Sedierung ab.
Weitere Bezeichnungen im Deutschen sind Sedierung am Lebensende und totale Sedierung.

## In der Palliativmedizin
Unter der palliativen Sedierung versteht man die Verabreichung von Medikamenten, die das Bewusstsein sterbender Patienten dämpfen, um belastende Symptome wie Luftnot, Schmerzen oder Angst in der letzten Lebensphase zu lindern oder auszuschalten. Das Bewusstsein des 
Patienten soll nur so weit reduziert werden, wie es zur Linderung unerträglichen Leiderlebens notwendig ist.
Gemäß dieser palliativmedizinischen Definition ist Symptomkontrolle dabei das einzige Ziel. Hans Christof Müller-Busch etwa verweist 2004 in der Zeitschrift für Palliativmedizin auf Studien, nach denen Patienten unter palliativer Sedierung nicht schneller sterben als ohne die beruhigenden und schmerzlindernden Medikamente. Zwei Drittel seiner eigenen Patienten waren unter palliativer Sedierung auch in ihren letzten Stunden noch in der Lage, Flüssigkeit aufzunehmen. 13 Prozent nahmen sogar feste Nahrung zu sich.
In der Palliativmedizin wird palliative Sedierung als medizinisch indizierte Therapieoption zur Symptomkontrolle therapieresistenter Symptome gesehen, die bei Beachtung heutiger palliativmedizinischer Standards nicht zur Lebensverkürzung führt und insofern zu Unrecht in die Nachbarschaft von illegalen Patiententötungen gestellt wird. Mittels bestimmter Sicherungsmechanismen überwachen die Behandelnden, dass die Bewusstseinstrübung nicht im Übermaß erfolgt und die Sedierungsmedikation nicht zum Tod des Patienten führt.
Von einer internationalen Expertengruppe wurden Richtlinien zur Indikation und zur Durchführung der palliativen Sedierung veröffentlicht. Dabei werden auch die kritischen Punkte der palliativen Sedierung diskutiert: Wird die palliative Sedierung wirklich nur als letzte Möglichkeit in der Symptomlinderung eingesetzt, darf die palliative Sedierung auch bei psychosozialer Belastung („Leiden am Leben“) eingesetzt werden, darf die palliative Sedierung nur am Lebensende oder auch früher im Verlauf schwerer Erkrankungen eingesetzt werden? – Wie Untersuchungen von Müller-Busch zeigen, steigt der Anteil der palliativen Sedierungen aus psychosozialen Gründen mit der Zunahme dieser Praxis an.

## Indikationen
Die Indikation für eine palliative Sedierung besteht als Ultima Ratio bei Symptomen, die nicht mit anderen Maßnahmen in einer angemessenen Zeit gelindert werden können; oder es stehen nur Maßnahmen zur Verfügung, die ihrerseits belastende Nebenwirkungen auslösen.
Solche Symptome können sein:
- (psychomotorische) Agitation (agitiertes Delir)
- Atemnot
- Schmerzen
- Angst, Stress
- akute Blutungen
- Übelkeit, Erbrechen.

Eine palliative Sedierung aufgrund unerträglichen existentiellen Leidens wird nach den Handlungsempfehlungen zum Einsatz sedierender Medikamente in der Spezialisierten Palliativversorgung nicht ausgeschlossen, da eine symptomorientierte, fürsorgliche Versorgung des Patienten gewährleistet werden soll. Zur Abgrenzung zu verbotenen Tötungspraktiken oder unregulierter Suizidbeihilfe ist die Anwendung jedoch eingeschränkt und unterliegt einer strengen Indikationsstellung. Außerdem sollte keine tiefe kontinuierliche Sedierung bis zum Tod erfolgen, „ohne dass zuvor eine vorübergehende Sedierung durchgeführt wurde“.

## Durchführung
Die palliative Sedierung erfolgt mit Benzodiazepinen (Midazolam, Flunitrazepam), evtl. in Kombination mit Morphin oder ähnlichen stark wirksamen Schmerzmitteln (zum Beispiel Ketamin). Auch Propofol und Barbiturate werden zur Sedierung angewandt. Die Medikamente werden in der Regel intravenös oder subkutan verabreicht.
Palliative Sedierung kann kontinuierlich oder intermittierend erfolgen und eine eher tiefe (mit Verlust des Bewusstseins) oder flache Sedierung (mit erhaltenem Bewusstsein) zum Ziel haben. Die Tiefe der Bewusstseinstrübung wird mit dem Instrument der RASS-PAL (Richmond Agitation Sedation Scale, palliative Version) beschrieben.

## Kritische Überlegungen
In der medizinethischen Literatur wird immer wieder die Frage diskutiert, ob und wann palliative Sedierung als aktive Sterbehilfe, passive Sterbehilfe oder indirekte Sterbehilfe einzuordnen ist. Dies hängt letztlich wesentlich von der Intention des Behandlers ab, was im Einzelfall also stark subjektiv gefärbt ist und sich vielfach objektiven Kriterien entzieht.
Die DGHS verweist 2003 in ihrer Verbandszeitschrift Humanes Leben – Humanes Sterben auf die mit dem Begriff terminale Sedierung verbundene Gefahr des Missbrauchs, der Verniedlichung sowie der beschönigenden Darstellung:

„Der Trend, auch in Deutschland, läuft auf eine versteckte Euthanasie auch ohne den Willen des Patienten, durch die sogenannte ‚terminale Sedierung‘ (englisch: ‚terminal sedation‘) hinaus. Unter ‚Sedierung‘ versteht man (auch euphemistisch, also beschönigend und verhüllend verwendet) die Dämpfung von Schmerzen und die Beruhigung eines Kranken durch Beruhigungsmittel und Psychopharmaka; ein natürliches Sterben kann auf diese Weise vorgetäuscht werden (wie auch bei der sogenannten ‚indirekten Sterbehilfe‘).“

Auf die Risiken der terminalen Sedierung verweisen nicht zuletzt die Erfahrungen in den Niederlanden. Dort ist die aktive Sterbehilfe seit 2002 unter bestimmten Voraussetzungen straffrei. Einer 2004 publizierten Umfrage (Annals of Internal Medicine) zufolge steht hinter jeder sechsten terminalen Sedierung die Absicht, den Tod des Patienten herbeizuführen. Eine Beschleunigung des Todes wurde in 47 Prozent der Fälle als Teil der Indikationsstellung angegeben und in 17 Prozent war es die explizite Intention der Ärzte.
Eine Untersuchung von Murray u. a. im British Medical Journal zeigt, dass zwischen 2001 und 2005 die Zahl der im Rahmen einer terminalen Sedierung in den Niederlanden Verstorbenen zu- und die an aktiver Sterbehilfe Verstorbenen abnahm. Dies legt nahe, dass die terminale Sedierung zunehmend als Alternative zur Sterbehilfe angesehen wird. Tatsächlich sei, so die Untersucher, bei jedem zehnten terminal sedierten Patienten vorher der Wunsch auf eine aktive oder passive Sterbehilfe abgelehnt worden.